# Matthias Schmidt (Leichtathlet, 1956)

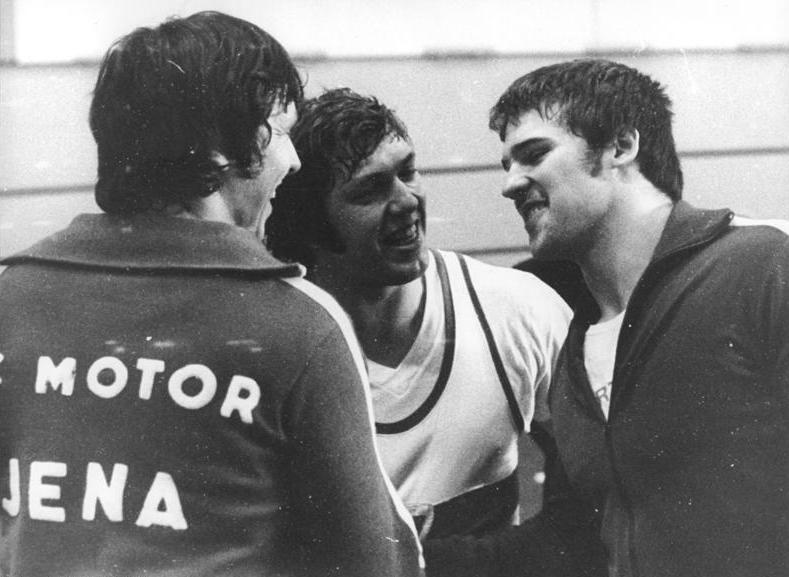
Matthias Schmidt (Mitte) nach dem Gewinn des DDR-Hallentitels 1978

Matthias Schmidt (* 22. November 1956 in Kahla) ist ein ehemaliger deutscher Kugelstoßer, der in der DDR für den SC Motor Jena startete.

## Leben und sportliche Leistungen
Schmidt kam Ende der 1960er Jahre zu einer Aufnahmesichtung an die Kinder- und Jugendsportschule Bad Blankenburg, wurde dort aber nicht akzeptiert. 1972 nahm ihn die Wurftrainerin des SC Motor Jena, Ingrid Kleppe, in ihre Trainingsgruppe auf, nachdem sie ihn bei einer Kreisspartakiade gesehen hatte. Er machte sein Abitur an der Spezialschule Carl Zeiss und studierte später Physik in Jena. 
Zunächst blieb er noch Mitglied der Betriebssportgemeinschaft Handel Jena, konnte aber als Externer bei Kleppe trainieren. Nach ersten Erfolgen als Jugendsportler wurde er im September 1974 in den SC Motor Jena aufgenommen. 1975 wurde er Zweiter bei der DDR-Juniorenmeisterschaft mit einem Kugelstoßergebnis von 16,54 m.
Seit 1977 gehörte Schmidt zur DDR-Spitze in dieser Disziplin. Er belegte bei den DDR-Leichtathletik-Meisterschaften 1977 und 1982 den zweiten Platz, jeweils hinter Udo Beyer, 1978, 1980 und 1981 wurde er jeweils Dritter. Die DDR-Leichtathletik-Hallenmeisterschaften gewann er 1977, 1978 und 1979 dreimal in Folge, 1982 wurde er nochmals Vizemeister in der Halle. Auch auf europäischer Ebene verzeichnete Schmidt gute Ergebnisse: So erzielte er bei den Leichtathletik-Europameisterschaften 1978 in Prag den zehnten und 1982 in Athen den fünften Rang. Er stieß die Kugel dabei öfters deutlich über 20 Meter weit, seine persönliche Bestleistung erreichte er am 26. Juli 1981 in Tiflis mit 20,92 m.
1982 musste sich Schmidt wegen einer Verletzung am Knie operieren lassen. Nach einer längeren Pause ging er von der Angleittechnik zur Drehstoßtechnik über, wobei er sich an David Laut und Rolf Oesterreich orientierte. Im Februar 1984 erreichte er in Jablonec nad Nisou noch einmal eine Weite von 20,23 m, musste dann aber wegen erneuter Knieprobleme den Leistungssport aufgeben.
Von 1982 bis 1984 war er mit Ines Geipel verheiratet. 2018 unterstützte er Klaus Brendel bei der Zusammenstellung des Buches Wurf und Stoß im SC Motor Jena.

## Persönliche Bestleistungen
- Kugelstoßen: 20,92 m, 26. Juli 1981, Tiflis
  - Halle: 20,44 m, 25. Februar 1978, Senftenberg